# 内木酒造
内木酒造株式会社（うちきしゅぞう）は、埼玉県さいたま市桜区に本社を置く酒造。1774年（安永4年）創業で、清酒旭正宗醸造元となっている。さいたま市内最古の酒蔵となっている。

## 概要
市内最古で、旧浦和市域内では唯一の酒蔵となっている。醸造している旭正宗は全国新酒鑑評会にてたびたび金賞を得ている。建築物としても歴史的評価がなされ、2004年度さいたま市観協力賞を受賞している。また、さいたま百景にも選出されている。2008年には、さいたま市の伝統産業事業所に指定された。2017年には店舗兼主屋および離れが国の登録有形文化財となった。また当酒蔵で埼玉大学と共同で製作した日本酒が埼玉大学生協で販売している。
2021年10月19日付で、「自社での製造（酒造り）を終了し、今後は委託製造で日本酒を販売・取り扱いすることになりました」というアナウンスがなされた。

## 沿革
- 1774年（安永4年） - 西堀村にて創業。
- 2021年（令和3年） - 自社での製造（酒造り）を終了。

## 主な醸造酒
- 旭正宗
- うらら
- 純
- 鳳翔閣 - 埼玉大学などとの共同企画。由来は鳳翔閣。

## アクセス
- 埼京線中浦和駅から徒歩10分